# Kenny G
Kenneth Bruce Gorelick (Seattle, 5 juni 1956), beter bekend onder zijn artiestennaam Kenny G is een saxofonist die hoofdzakelijk sopraansaxofoon speelt, maar soms ook op alt of tenor is te horen. Gorelick is met een totaal van 75 miljoen wereldwijd verkochte albums een van de best verkopende instrumentale artiesten. Zijn stijl wordt meestal onder smooth jazz of easy listening gerangschikt, smooth jazz is een genre binnen de jazz, dat net als Kenny G controversieel is vanwege het commerciële karakter. De "controverse" die Kenny G heeft omringd "onder muzikanten en serieuze luisteraars" is te wijten is aan het feit dat "hij een enorme hoeveelheid platen verkoopt".

## Jeugd
Kenny G werd geboren op 5 juni 1956 in Seattle in een joods gezin. Zijn moeder was een Canadese uit Saskatchewan. Hij begon met privéles op altsaxofoon, een Buffet Crampon, en klarinet in 1966 toen hij 10 jaar oud was. Favoriete artiesten van hem waren Grover Washington jr. en David Sanborn. Naast zijn muziekwerk behaalde hij een universitaire graad in accounting.

## Carrière

### Begin
In zijn middelbareschooltijd, toen Gorelick 17 jaar oud was, begon hij in Barry Whites The Love Unlimited Orchestra te spelen. Onder zijn geboortenaam Kenny Gorelick speelde hij samen met schoolgenoot Robert Damper (piano, keyboards) tussen 1975 en 1976 fluit en saxofoon bij de funk-soul-discoband Cold, Bold & Together (ook bekend onder de naam Funk Experience) uit Seattle. In 1980 speelde hij bij de fusionjazz- en smoothjazzband van Jeff Lorber, The Jeff Lorber Fusion. Met leden van deze band werd onder de naam Kenny G zijn eponieme debuutalbum opgenomen.

### Platencontract
Kenny G tekende in 1982 bij Arista Records als soloartiest, nadat labelpresident Clive Davis zijn vertolking van "Dancing Queen" van ABBA hoorde. Zijn eerste soloalbum, genaamd Kenny G, kwam uit in 1982 en werd geproduceerd door Jeff Lorber, die ook op keyboards speelde. Medeproducent was Meco Monardo. Het album bereikte nummer 10 in de jazz-hitlijsten en maakte de weg vrij voor zijn opvolgers, G Force uit 1983 en Gravity uit 1985, die beide de top 20 van de Billboard Jazz-hitlijst bereikten en op de Billboard 200 belandden. 

### Commerciële doorbraak
Kenny G's echte doorbraak kwam met zijn vierde album DuoTones, dat naar #1 piekte op Billboard’s Contemporary Jazz Albums chart 1988. Het album, geproduceerd door Narada Michael Walden en Preston Glass, bevatte de instrumentale single "Songbird" en "Don't Make Me Wait For Love" met leadzang van Lenny Williams, dat een Top 20 Billboard Hot 100 hit werd.
Kenny G werkte halverwege de jaren tachtig met jazz- en R&B-artiesten als George Benson, Patti LaBelle en Aretha Franklin. De hitsingle  Love Power ", uit 1987, een duet van Dionne Warwick met Jeffrey Osborne met G als gastsaxofonist, piekte op nummer 12 in de Billboard Hot 100 en op nummer 5 van de  R&B/hiphoplijsten.

### Jaren 1990
Kenny G heeft meegewerkt aan de soundtracks van de films Dying Young (1991) van Joel Schumacher (met Julia Roberts in de hoofdrol) en The Bodyguard (1992) van Mick Jackson (met Kevin Costner en Whitney Houston). Het titelnummer "Theme for Dying Young" werd genomineerd voor de Grammy voor Best Pop Instrumental Performance. In The Bodyguard klinkt hij samen met Aaron Neville in "Even If My Heart Would Break" en op zijn "Waiting For You".
In 1994 won Kenny G een Grammy Award voor de Beste Instrumentale Compositie voor zijn nummer "Forever in Love", afkomstig van zijn album Breathless, dat een nummer 2 positie bereikte in zowel de Billboard 200- als de R&B/Hip-Hop Albums-hitlijst. In november 1994 bracht Kenny G een kerstalbum uit: Miracles: The Holiday Album, dat elk jaar in de kerstvakantie voor een miljoenenverkoop zorgde. Het album bevatte klassiekers als White Christmas, Stille Nacht en The Little Drummer Boy. Het album staat op positie 10 van Billboards Top Holiday Albums.
In 1999 bracht Kenny G een vervolg uit met Faith: A Holiday Album, met klassiekers als "I'll Be Home for Christmas", twee versies van Auld Lang Syne en Schuberts Ave Maria.

### Jaren 2000-heden
In 2002 bracht Kenny G een Latijns-Amerikaanse getint album Paradise uit, dat gastoptredens bevatte van Brian McKnight en Chanté Moore, dat een vervolg kreeg in 2008 met Rhythm & Romance en in 2010 Heart and Soul, een samenwerking met de in Brazilië geboren Russisch-Chinese Walter Afanasieff, die al eerder piano speelde op Rhytm & Romance. Een volgend Latijn-Amerikaans album was Brazilian Nights, geïnspireerd door Cannonball Adderley's album Bossa Nova, een album met bossa nova-opnames, door AllMusic gekwalificeerd als een vakantiealbum van Adderley. Kenny G's album werd uitgebracht in januari 2015 en door AllMusic gekwalificeerd als meer van hetzelfde.
Er was ook weer een Kerstalbum Wishes en een album met duetten: At Last...The Duets Album. Op het duettenalbum werkt Kenny G samen met een groep grote artiesten uit de popwereld, zoals Barbra Streisand, Burt Bacharach, LeAnn Rimes en Chaka Khan.
In 2006 werd Kenny G's elfde studioalbum I'm in the Mood for Love...The Most Romantic Melodies of All Time uitgebracht, met vertolkingen van "Yesterady" van The Beatles, Nino Rota's 
muziek voor de film Romeo and Juliet, James Blunts "You're Beautiful", en de Chinees-Taiwanese ballad van Teresa Teng "The Moon Represents My Heart".
In 2012 maakte Kenny G samen met santoorspeler Rahul Sharma een remake van het Indiase stuk Namaste door Kenny G aangevuld met zijn melodieuze licks, die zo bekend dat ze op al zijn platen hadden kunnen verschijnen.

## Instrumenten
Gorelick speelt op Selmer-saxofoons: de Mark VI Soprano, Alto en Tenor. Hij ontwierp mee een reeks saxofoons die "Kenny G Saxophones" wordt genoemd.

## Ontvangst
Kenny G heeft diverse prijzen gewonnen. Hij won een American Music Award, een Grammy en twee Soul Train Music Awards. Hij is bijzonder populair in de Volksrepubliek China. Niet alleen worden zijn albums er veel gekocht, maar zijn muziek wordt ook sinds 2000 veel als achtergrondmuziek in (openbare) ruimtes gespeeld. Wanneer het, bij sluitingstijd, tijd wordt om naar huis te gaan, wordt het nummer "Going Home" vaak ten gehore gebracht. Bill Clinton noemde hem zijn favoriete artiest.
Aan de andere kant is er kritiek op zijn capaciteiten en zijn stijl en is hij vaak belachelijk gemaakt. Volgens gitarist Pat Metheny heeft Gorelick met name problemen met ritme en een beperkte harmonische en melodische vocabulair. Vooral de overdub op What a Wonderful World van Louis Armstrong, veroorzaakte veel kritiek op zijn capaciteiten, zijn artistieke integriteit en ongelofelijke arrogantie. Saxofonist, componist en bandleider Branford Marsalis, die verklaarde dat hij weigert "die dwaze oorlog tussen jazz en smooth jazz te bestrijden", riep de critici van G als volgt op: "Als al deze jazzjongens in de war raken over Kenny G, moeten ze Kenny alleen zijn gang laten gaan. Hij steelt geen jazz."
In 2021 werd de documentaire Listening to Kenny G uitgebracht door HBO. Filmregisseuse Penny Lane koos hem als het onderwerp van een muziekdocumentaire omdat hij enerzijds "objectief populair" is op basis van albumverkopen, terwijl hij anderzijds "gehaat" wordt door de kritische luisteraar. Kenny G reageert in de documentaire gelaten op de kritiek: Hij zou het geweldig vinden als je zijn muziek mooi vond, maar anders: even goede vrienden.

### In Nederland/Vlaanderen
Vergeleken met de VS is de verkoop van zijn albums in Nederland beduidend lager. Zijn hoogst genoteerde album Breathless (ook in de VS zijn best verkochte album met 12.000.0000 stuks) piekte naar nummer 11 en stond 32 weken in de album Top 100. Ook zijn kerstalbum Miracles haalde de top 100. In Vlaanderen haalde Kenny G met geen enkel album de Top 200.

## Discografie
Studioalbums
- 1982: Kenny G
- 1984: G-Force
- 1985: Gravity
- 1986: DuoTones
- 1988: Silhouette
- 1992: Breathless
- 1994: Miracles: The Holiday Album
- 1996: The Moment
- 1999: Classics in the Key of G
- 1999: Faith: A Holiday Album
- 2002: Wishes: A Holiday Album
- 2002: Paradise
- 2004: At Last...The Duets Album
- 2006: I'm in the Mood for Love...The Most Romantic Melodies of All Time
- 2008: Rhythm and Romance
- 2010: Heart and Soul
- 2012: Namaste (met Rahul Shama)
- 2015: Brazilian Nights
- 2021: New Standards

Verzamel- en livealbums
- 1989: Kenny G Live
- 1997: Kenny G Greatest Hits
- 2003: Ultimate Kenny G
- 2005: The Greatest Holiday Classics
- 2006: The Essential Kenny G (dubbel-cd)